# Addiction (Glenn Hughes)
Addiction è un album in studio da solista del cantante e bassista britannico Glenn Hughes (Deep Purple, Black Sabbath, Trapeze), pubblicato nel 1996.

## Tracce
1. Death of Me – 3:46
2. Down – 4:43
3. Addiction – 4:26
4. Madeleine – 4:48
5. Talk About It – 4:48
6. I'm Not Your Slave – 3:51
7. Cover Me – 4:52
8. Blue Jade – 7:14
9. Justified Man – 3:41
10. I Don't Want to Live That Way Again – 8:18